# آل محتاج
آل محتاج أو المحتاجون أو الجغانيون هي عائلة حاكمة إيرانية أو عربية إيرانية من إمارة جغانيان [الإنجليزية] الصغيرة، حكموا خلال القرن العاشر وأوائل القرن الحادي عشر.

## التاريخ
أصل آل محتاج غير معروف، أطلق المؤرخون المعاصرون الاسم على اسم سلفهم المفترض مُحتاج. ربما ينحدرون من عائلة تشاغان خوداس التي حكمت تشاغانيان خلال أوائل العصور الوسطى؛ والاحتمال الآخر هو أن أسلافهم كانوا من العرب الذين هاجروا إلى المنطقة وأصبحوا إيرانيين. وبحلول أوائل القرن العاشر، أصبحت تشاغانيان تابعة للسامانيين في بخارى.

## أبو بكر محمد
أول حاكم تشهد عليه المصادر بالكامل هو أبو بكر محمد بن المظفر بن محتاج، الذي كان حاكماً لفرغانة تحت حكم السامانيين. عندما طُرد الأمير الساماني نصر الثاني مؤقتًا من السلطة عام 929 على يد إخوته، ظل محمد مخلصًا له. ونتيجة لذلك، عندما تمكن نصر من استعادة عرشه كافأ محمداً بولاية بلخ، ثم عينه عام 933 والياً على خراسان. وخلال الفترة التي قضاها كحاكم لخراسان، حارب محمد مختلف فرق الديلميت في شمال إيران. وفي عام 939 مرض وعزل من منصبه. توفي عام 941.

## أبو علي جغاني
وكان أبو علي أحمد جغاني أبرز حكام آل محتاج. خلف والده في مناصبه عام 939 وحارب بشراسة للحفاظ على الوجود الساماني في شمال إيران، محاولًا وقف صعود البويهيين، الذين استولوا على جنوب غرب إيران. وفقد حظوته مع الأمير الساماني نوح الأول من ولاية خراسان. ثم ثار ونصب سامانيًا آخر في بخارى، ولكن في النهاية استعاد نوح بخارى. وعلى الرغم من ذلك، لم يتمكن من هزيمة أبو علي، وفي النهاية سمح له بالبقاء حاكماً في تشاغانيان. وفي عام 952، عُيّ أبو علي واليًا على خراسان للمرة الثانية، ولكن بعد عام واحد فقط عُزل مرة أخرى، وهرب إلى البويهيين وتوفي عام 955.